# La Destinée de Marina
Pour plus de détails, voir Fiche technique et Distribution.
La Destinée de Marina (Судьба Марины, Sudba Mariny) est un film soviétique réalisé par Viktor Ivchenko et Isaak Shmaruk, sorti en 1954.

## Synopsis
En Ukraine, dans le village de Lebedivka, dans l’oblast de Vinnytsia, Marina Vlasenko attend le retour de son mari, Terence Vlasenko, parti étudier à l'Institut agricole de Kiev. Mais quand il revient, il décide de divorcer parce que Marina manque d'éducation. Une fois seule, celle-ci se réfugie dans les études jusqu'à devenir Héros du travail socialiste.

## Fiche technique
- Titre : La Destinée de Marina
- Titre original : Sudba Mariny
- Réalisation : Viktor Ivchenko et Isaak Shmaruk
- Scénario : Lidiya Kompaniyets
- Musique : German Zhukovsky
- Photographie : Vladimir Voytenko
- Société de production : Studio Dovjenko et Kievskaya Kinostudiya
- Pays :  Union soviétique
- Genre : Drame
- Durée : 99 minutes
- Dates de sortie : 
  -  Finlande : 5 novembre 1954

## Distribution
- Ekaterina Litvinenko : Marina Vlassenko
- Nikolaï Gritsenko : Terenti
- Tatyana Konyukhova : Galya
- Oleksandr Serdyuk : Gnat Petrovich Podkova
- Mikhail Kouznetsov : Tarass Vassilievich
- Boris Andreïev : Matvey
- Nonna Koperjynska : Motriya
- Rimma Manukovskaya : Zheniya
- Leonid Bykov : Sashko
- Roza Makagonova : Nastuska
- Mikhail Zadneprovsky : Pavlo
- Olesya Ivanova
- Mikhail Belousov
- Yuri Timoshenko
- Varvara Chayka : Ivga Stepanovna Derkach
- Klavdiya Khabarova

## Distinctions
Le film a été présenté en sélection officielle en compétition au Festival de Cannes 1954.